# Wormaldia sukranae
Wormaldia sukranae là một loài Trichoptera trong họ Philopotamidae. Chúng phân bố ở miền Cổ bắc.